# Liegi-Bastogne-Liegi 1951
La Liegi-Bastogne-Liegi 1951, trentasettesima edizione della corsa, fu disputata il 22 aprile 1951 per un percorso di 211 km. Fu vinta dallo svizzero Ferdi Kübler, giunto al traguardo in 5h41'01" alla media di 37,124 km/h, precedendo Germain Derycke e Wout Wagtmans. Fu la prima volta che il primo posto andò ad un vincitore del Tour de France.
I corridori che portarono a termine la gara al traguardo di Liegi furono in totale 72.

## Ordine d'arrivo (Top 10)
| Pos. | Corridore       | Squadra            | Tempo    |
| ---- | --------------- | ------------------ | -------- |
| 1    | Ferdi Kübler    | Frejus             | 5h41'01" |
| 2    | Germain Derycke | Alcyon-Dunlop      | s.t.     |
| 3    | Wout Wagtmans   | Garin              | a 21"    |
| 4    | Jean Brun       | -                  | a 27"    |
| 5    | Jean Robic      | Automoto           | s.t.     |
| 6    | Gino Bartali    | Bartali-Ursus      | s.t.     |
| 7    | Louison Bobet   | Stella-Dunlop      | s.t.     |
| 8    | Ernest Sterckx  | Terrot-Wolber      | s.t.     |
| 9    | Marcel Kint     | Mercier-Hutchinson | s.t.     |
| 10   | Valère Ollivier | Bertin             | s.t.     |